# Kurt Linder
Kurt Linder (Neureut, 8 ottobre 1933 – Gümligen, 12 dicembre 2022) è stato un calciatore e allenatore di calcio tedesco, di ruolo attaccante.
In carriera ha vinto una Coppa Svizzera con lo Young Boys nel 1977 e una Eredivisie alla guida dell'Ajax nel 1982.

## Carriera
Da calciatore veste le maglie di Karlsruhe, Young Boys, Urania Ginevra, Rapid Vienna, Essen, Lion e Losanna, dove svolge il ruolo di giocatore-allenatore. In seguito allena PSV, Marsiglia e in due parentesi sia lo Young Boys sia l'Ajax. A Eindhoven non va oltre un terzo posto in campionato, arriva due volte in finale di Coppa d'Olanda (1969 e 1970) perdendo la prima col Feyenoord nella ripetizione e la seconda contro l'Ajax di Johan Cruijff, raggiunge le semifinali di Coppa delle Coppe 1970-1971 (estromesso dal Real Madrid 2-1), disputa la prima edizione della Coppa UEFA e si prende la rivincita sul Real Madrid vincendo 2-0 in casa dopo aver perso 3-1 a Madrid. Agli ottavi di finale esce con il Lierse (1-4). L'Olympique Marsiglia lo chiama per guidare i campioni di carica della massima serie francese. A Marsiglia si gioca la Supercoppa francese 1972, perdendo 5-2 contro il Bastia, in Coppa dei Campioni è eliminato dalla Juventus (vince 1-0 in casa e cade 3-0 a Torino) e in campionato non soddisfa i risultati, venendo licenziato nel febbraio 1973.
A fine stagione si siede sulla panchina dello Young Boys, in Svizzera. Raggiunge le semifinali di Coppa Svizzera nel 1975 – escluso dal Winterthur – e nello stesso anno finisce secondo in campionato dietro lo Zurigo, tornando a giocare in Coppa UEFA (subito escluso dall'Amburgo). Nell'annata 1976-1977, Linder vince la Coppa Svizzera per 1-0 in finale sul San Gallo. A causa dei risultati deludenti del suo quinto anno – esce al turno preliminare di Coppa delle Coppe, esce dopo il primo match di Coppa Svizzera e nei primi mesi stagna nella zona bassa della classifica – alla vigilia del 1978 è esonerato dalla dirigenza giallo nera.
Nel 1981 si accasa all'Ajax. Uscito anticipatamente da Coppa delle Coppe e Coppa d'Olanda, vince l'Eredivisie.
A luglio 1983 torna allo Young Boys, ciononostante nell'ottobre seguente è licenziato. Nel 1988 fa ritorno anche all'Ajax: debutta con una sconfitta esterna col Fortuna Sittard (2-1), seguono due sconfitte esterne consecutive contro Twente in campionato (2-1) e Sporting Lisbona in Coppa UEFA (4-2). Il pareggio interno col Roda JC (3-3) gli costa la panchina.

## Palmarès
- Coppa Svizzera: 1

Young Boys: 1976-1977
- Campionato olandese: 1

Ajax: 1981-1982